# Steve Barcia
Steve Barcia videójáték programozó, producer és vállalkozó, aki megalapította a  Simtex Studios Inc. számítógépes játék fejlesztő céget 1988-ban. A cég olyan számítógépes játékokat adott ki, mint a Master of Magic, a Master of Orion, a Master of Orion II, vagy az Avalon Hill stratégiai játékának, az 1830-nak az adaptációját, az 1830: Railroads & Robber Baronst. Ezen kívül a stúdiója fejlesztette a végül ki nem adott Mech Lordsot és a Guardians: Agents of Justice-t. A cég 1997-ben szűnt meg.
2000 májusában a Nintendo of America felvásárolta a Retro Studiost, és Barciát választották meg, hogy átvegye az alapító és az akkori elnök Jeff Spangerberg helyét. Barcia vezetősége alatt fejlesztette a Retro Studios Metroid Prime-ot. Barciát Michael Kelbaugh váltotta le 2003 áprilisában, miután a Nintendo számos panaszt kapott, miszerint rosszul vezette a céget.
Miután leváltották, a vancouveri EA Canada-nál helyezkedett el, ahol felügyelte a Def Jam, az SSX és a Need for Speed sorozatok produkcióit.

## Fordítás
- Ez a szócikk részben vagy egészben  a   Steve Barcia című angol Wikipédia-szócikk fordításán alapul.  Az eredeti cikk szerkesztőit annak laptörténete sorolja fel. Ez a jelzés csupán a megfogalmazás eredetét és a szerzői jogokat jelzi, nem szolgál a cikkben szereplő információk forrásmegjelöléseként.